# نادي بني عبيد
نادي بني عبيد هو نادي رياضي مصري تأسس بمحافظة الدقهلية بمدينة بني عبيد وهو يلعب في الدرجة الثالثة. أبرز محطات الفريق كانت عندما أزاح نادي الزمالك من دور 32 من كأس مصر موسم 2008/09 بهدف لسيد المندوه في مباراة سجلت في تاريخ النادي.

## زي الفريق
| Home | Away |